# Письменность оромо
Письменность оромо — письменность языка оромо (также известного как галла), распространённого в Эфиопии. За время своего существования базировалась на нескольких графических системах и неоднократно реформировалась. В настоящее время письменность оромо официально функционирует на латинской графической основе.
Первые известные записи языка оромо были сделаны на арабском и латинском алфавитах в первой половине XIX века, однако официальной письменности оромо долгое время не имел. В XX веке были предприняты попытки использовать для записи оромо эфиопское письмо и слоговое письмо Бакри Сапало. В 1991 году латинизированный алфавит qubee стал официальной письменностью языка оромо в Эфиопии.

## Арабское письмо
Первой письменностью, использовавшейся для записи языка оромо, считается арабская. Так, в 1839 году французский путешественник Антуан д’Аббади приобрёл документ, написанный арабским шрифтом на языке, который он идентифицировал как оромо. Однако арабский алфавит не получил значительного распространения у оромо — им записывались лишь отдельные исламские религиозные тексты. Известно лишь несколько рукописей оромо, использующих арабский шрифт, обнаруженные в Харэре, Уолло и Бале.
Для обозначения звуков языка оромо, отсутствующих в стандартном арабском алфавите, использовались дополнительные знаки. Так, в одной из рукописей, написанных около 1930 года, применялись следующие обозначения: ۮ для /ð/, ݣ для [g], ڟ для /tʃ'/, چ для /tʃ/, نچ для /n'/, ب для /p'/. Краткие гласные обозначались с помощью харакатов — ◌َ для /a/, ◌ِ для /e/, /i/, ◌ُ для /o/, /u/. Для обозначения долгих гласных применялась следующая система: /a:/ обозначалось с помощью آ и ءا, /i:/ и /e:/ — с помощью اِى и إى, [o:] и [u:] — с помощью ٱو и ٱَو.
В 1963 году Шейх Кемаль разработал оригинальное письмо для оромо под названием walābū. Оно базировалось на тех же графических принципах, что и арабское письмо, но визуально значительно от него отличалось. Эта письменность не получила сколько-нибудь заметного распространения и не имела дальнейшего развития.

## Ранние версии латинского алфавита
В 1840 году вышла первая краткая грамматика языка оромо, написанная немецким миссионером Иоганном Людвигом Крапфом. В этом и последующих научных трудах Крапфа использовался латинский алфавит. Для обозначения специфических фонем оромо он использовал следующие знаки — sh для /s'/, tsh для /tʃ/, /tʃ'/, /dʒ/, gn для /n'/. Долгие гласные обозначались диакритическим знаком — макроном.
В грамматиках оромо начала XX века также использовался латинский алфавит, причём каждый исследователь использовал свою собственную систему обозначения звуков. Так, в галла-английском словаре Фута (1913) использовались знаки sh для /s'/, ch для /tʃ/, /tʃ'/, j — для /dʒ/, ny для /n'/. В трудах Энрико Черулли (1920-е годы) использовались знаки š для /s'/, q для /k'/, ṭ для /t'/, č для /tʃ/, č̣ для /tʃ'/, ḍ для /d'/, ğ — для /dʒ/, ṗ для /p'/, ñ для /n'/. Схожая система записи в те же годы использовалась Хадсоном и Уолкером. Долгие гласные, как и в грамматике Крапфа, обозначались макронами. В то же время Черулли в своих трудах, выделял у оромо 20 гласных звуков, обозначая их различными диакритическими знаками: a, ā, ä, å, ī, e, ë, ie, ę, ē̦, ĭ, i, ī, o, ō, ŏ, u, ū, ŭ, ūō.

## Эфиопское письмо
Первая успешная попытка приспособить эфиопское письмо для записи языка оромо была предпринята в конце XIX века Онесимосом Насибом. Уроженец западной Оромии, в детстве он попал в рабство, а в возрасте 16 лет, в 1870 году, куплен и освобождён европейским миссионером из Массауа. Получив начальное образование в миссионерской школе, он продолжил обучение в Швеции, после чего в 1881 году вернулся в Массауа. Там он занялся переводом на оромо Библии, в чём ему впоследствии помогла Астер Ганно. Для перевода им был использован эфиопский алфавит, который он несколько модифицировал под нужды оромской фонетики. В частности, для отражения звука /ɗ/ в сочетании с гласными были добавлены знаки ዸ, ዹ, ዺ, ዻ, ዼ, ዽ, ዾ.
В 1974 году, после свержения в Эфиопии монархии, коммунистический Временный военно-административный совет (Дерг) провозгласил необходимость развития языков национальных меньшинств, в связи с чем началось преподавание в школах языка оромо, а также книгоиздание на нём. В качестве графической системы в приказном порядке было установлено модифицированное эфиопское письмо. Использование эфиопского письма для оромо продолжалось до падения Дерга в конце 1980-х годов.
| МФА | ə | u | i | a | e | ɨ/- | o |
| --- | - | - | - | - | - | --- | - |
| h   | ሀ | ሁ | ሂ | ሃ | ሄ | ህ   | ሆ |
| l   | ለ | ሉ | ሊ | ላ | ሌ | ል   | ሎ |
| m   | መ | ሙ | ሚ | ማ | ሜ | ም   | ሞ |
| r   | ረ | ሩ | ሪ | ራ | ሬ | ር   | ሮ |
| s   | ሰ | ሱ | ሲ | ሳ | ሴ | ስ   | ሶ |
| ʃ   | ሸ | ሹ | ሺ | ሻ | ሼ | ሽ   | ሾ |
| kʼ  | ቀ | ቁ | ቂ | ቃ | ቄ | ቅ   | ቆ |
| b   | በ | ቡ | ቢ | ባ | ቤ | ብ   | ቦ |
| t   | ተ | ቱ | ቲ | ታ | ቴ | ት   | ቶ |
| t͡ʃ  | ቸ | ቹ | ቺ | ቻ | ቼ | ች   | ቾ |
| n   | ነ | ኑ | ኒ | ና | ኔ | ን   | ኖ |
| ɲ   | ኘ | ኙ | ኚ | ኛ | ኜ | ኝ   | ኞ |
| ʔ   | አ | ኡ | ኢ | አ | ኤ | እ   | ኦ |
| k   | ከ | ኩ | ኪ | ካ | ኬ | ክ   | ኮ |
| kʲ  | ⷈ | ⷉ | ⷊ | ⷋ | ⷌ | ⷍ   | ⷎ |
| w   | ወ | ዉ | ዊ | ዋ | ዌ | ው   | ዎ |
| z   | ዘ | ዙ | ዚ | ዛ | ዜ | ዝ   | ዞ |
| j   | የ | ዩ | ዪ | ያ | ዬ | ይ   | ዮ |
| d   | ደ | ዱ | ዲ | ዳ | ዴ | ድ   | ዶ |
| ɗ   | ዸ | ዹ | ዺ | ዻ | ዼ | ዽ   | ዾ |
| d͡ʒ  | ጀ | ጁ | ጂ | ጃ | ጄ | ጅ   | ጆ |
| ɡ   | ገ | ጉ | ጊ | ጋ | ጌ | ግ   | ጎ |
| tʼ  | ጠ | ጡ | ጢ | ጣ | ጤ | ጥ   | ጦ |
| t͡ʃʼ | ጨ | ጩ | ጪ | ጫ | ጬ | ጭ   | ጮ |
| pʼ  | ጰ | ጱ | ጲ | ጳ | ጴ | ጵ   | ጶ |
| f   | ፈ | ፉ | ፊ | ፋ | ፌ | ፍ   | ፎ |
| МФА | ə | u | i | a | e | ɨ/- | o |

## Слоговое письмо Бакри Сапало

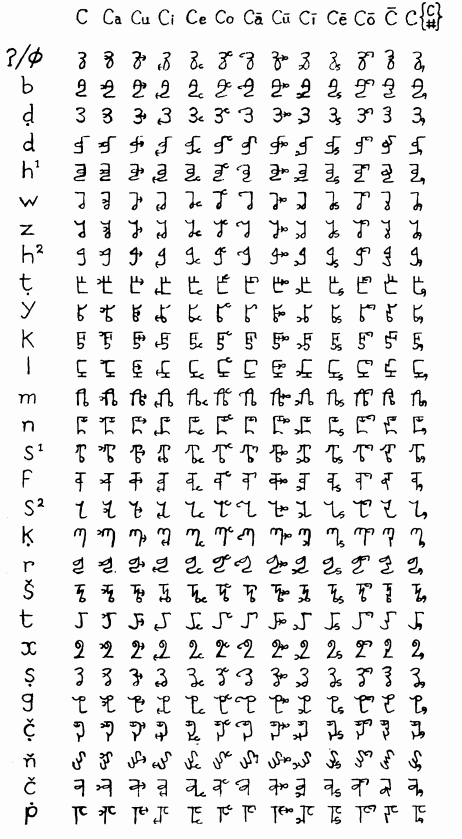
Слоговое письмо Бакри Сапало

В 1950-е годы оромец Бакри Сапало изобрёл слоговое письмо для записи языка оромо. Автор проживал на востоке Эфиопии, в окрестностях Дыре-Дауа, работал учителем в школе, а также был создателем ряда литературных произведений (написанных, преимущественно, на арабском языке). Созданное им слоговое письмо как по внешней структуре, так и по начертанию знаков во многом копировало эфиопскую письменность. Он начал использовать это письмо для записи своих произведений, переписи с близкими, для обучения детей в школе родному языку. В короткий срок слоговое письмо Бакри Сапало получило достаточно широкое распространение в этой местности, что вызвало обеспокоенность властей Эфиопии, которые проводили политику по амхаризации национальных меньшинств. Бакри было запрещено покидать его место жительства, что ограничило его контакты и затормозило распространение письменности, которая в тех условиях существовала только в рукописной, но не печатной форме. В итоге к моменту смерти Бакри Сапало в 1980 году, созданным им письмом владело лишь несколько человек, дальнейшего развития оно не получило и вскоре полностью вышло из употребления.

## Современный латинский алфавит
С началом гражданской войны в Эфиопии часть территории, населённой оромо, контролировалась Фронтом освобождения Оромо (ФОО), выступавшим против центральных властей. На территориях, занятых ФОО, местной интеллигенцией началась работа по созданию унифицированного оромского алфавита на латинской основе. Уже в 1980 году на новом алфавите был издан первый учебник. Алфавит содержал следующие буквы: A a, B b, C c, Ch ch, D d, Dh dh, E e, F f, G g, H h, I i, J j, K k, L l, M m, N n, Ny ny, O o, P p, Ph ph, Q q, R r, S s, Sh sh, T t, U u, V v, W w, X x, Y y, Z z.
В тот же период оромо-эмигрантами был создан ряд альтернативных алфавитов и орфографий. Один из проектов был составлен и издан автором по имени Хайле Фида в 1973 году. Алфавит содержал 35 букв: ', A a, B b, C c, Č č, D d, Ɗ ɗ, E e, F f, G g, H h, I i, J j, K k, L l, M m, N n, Ñ ñ, O o, P p, P̌ p̌, Q q, R r, S s, Š š, Ş ş, T t, Ț ț, U u, V v, W w, X x, Y y, Z z, Ž ž. Позднее этот алфавит рассматривался как один из вариантов при обсуждении официальной письменности оромо. Ещё один проект был представлен в 1986 году в Кёльне. Он в целом совпадал с алфавитом, применявшимся ФОО, однако вместо Q q было преложено употреблять Kh kh, а вместо X x — Th th.
В 1991 году состоялась встреча представителей ФОО с интеллигенцией, на которой предстояло утвердить официальный алфавит. В итоге было решено принять алфавит, использовавшийся ФОО с 1970-х годов, исключив из него букву V v и добавив апостроф.
Современный алфавит оромо:
| A a | B b | Ch ch | C c   | D d | Dh dh | E e | F f | G g | H h | I i | J j  | K k | L l | M m | N n |
| --- | --- | ----- | ----- | --- | ----- | --- | --- | --- | --- | --- | ---- | --- | --- | --- | --- |
| /a/ | /b/ | /tʃ/  | /tʃ'/ | /d/ | /ɗ/   | /e/ | /f/ | /g/ | /h/ | /i/ | /dʒ/ | /k/ | /l/ | /m/ | /n/ |

| Ny ny | O o | P p | Ph ph | Q q  | R r | S s | Sh sh | T t | X x  | U u | W w | Y y | Z z | ʼ   |
| ----- | --- | --- | ----- | ---- | --- | --- | ----- | --- | ---- | --- | --- | --- | --- | --- |
| /ɲ/   | /o/ | /p/ | /p'/  | /k'/ | /r/ | /s/ | /ʃ/   | /t/ | /tʼ/ | /u/ | /w/ | /j/ | /z/ | /ʔ/ |